# Mount Genecand
Mount Genecand är ett berg i Antarktis. Det ligger i Västantarktis. Argentina, Chile och Storbritannien gör anspråk på området. Toppen på Mount Genecand är 1 361 meter över havet, eller 192 meter över den omgivande terrängen. Bredden vid basen är 3,2 km.
Terrängen runt Mount Genecand är kuperad åt sydost, men åt nordväst är den bergig. Trakten är obefolkad. Det finns inga samhällen i närheten.